# Suite per a viola i orquestra (Vaughan Williams)
La Suite per a viola i orquestra (també anomenada Suite per a viola i petita orquestra) de Ralph Vaughan Williams és una obra en vuit moviments per a viola solista i orquestra composta els anys 1933 i 1934. La Suite està dedicada al violista Lionel Tertis, que va estrenar l'obra el 12 de novembre de 1934 al Queen's Hall de Londres sota la direcció de Malcolm Sargent. La durada de la interpretació és d'uns 23 minuts.

## Forma
L'obra consta de vuit moviments, inicialment publicats en tres grups.
Grup 1
1. Preludi
2. Nadala
3. Ball Nadalenc

Grup 2
1. Balada
2. Moto Perpetuo

Grup 3
1. Musette
2. Polca Melancòlica
3. Galop

La instrumentació consta de viola solista, 2 flautes, 1 oboè, 2 clarinets, 2 fagots, 2 trompes, 2 trompetes, timbals, percussió, celesta, arpa i cordes.

## Discografia
Enregistraments complets
- Bloch i Vaughan Williams – William Gromko (viola); Harriet Wingreen (piano); Edicions clàssiques CE 1038 (de mitjans a finals de la dècada de 1950)
- Starer i Vaughan Williams – Melvin Berger (viola); John Snashall (director d'orquestra); Orquestra de cambra anglesa (1965)
- Bliss i Vaughan Williams – Emanuel Vardi (viola); Frank Weinstock (piano); Societat del Patrimoni Musical 4043 (1979)
- Vaughan Williams – Frederick Riddle (viola); Norman Del Mar (director); Bournemouth Sinfonietta ; enregistrat l'any 1977; Chandos Records CHAN 241-9 (1999)
- La viola elegant – Yizhak Schotten (viola); Kirk Trevor (director); Orquestra Simfònica de la Ràdio Eslovaca ; Crystal Records CD837 (2005)
- Vaughan Williams: Flos Campi, Suite • McEwen: Viola Concerto – Lawrence Power (viola); Martyn Brabbins (director); BBC National Orchestra and Chorus of Wales ; Hyperion Records CDA67839 (2011)
- Música per a viola i orquestra de cambra: Vaughan Williams, Martinů, Hindemith, Britten – Timothy Ridout (viola); Jamie Phillips (director); Orchestre de Chambre de Lausanne ; Claves Records (2020)

Enregistraments parcials
- Walton, Vaughan Williams, Howells & Bowen (núms. 1–3) – Helen Callus (viola); Marc Taddei (director); Orquestra Simfònica de Nova Zelanda ; Asv CDDCA 1181 (2006)